# جونيا ياماشيرو
جونيا ياماشيرو (باليابانية: 山城 純也) (19 يونيو 1985 في كيوتو في اليابان – )؛ هو لاعب كرة قدم ياباني سابق كان يلعب كلاعب وسط.

## وصلات خارجية
- جونيا ياماشيرو على موقع رابطة كرة القدم اليابانية للمحترفين (اليابانية)
- جونيا ياماشيرو على موقع عالم كرة القدم.نت (الإنجليزية)